# ランタン谷

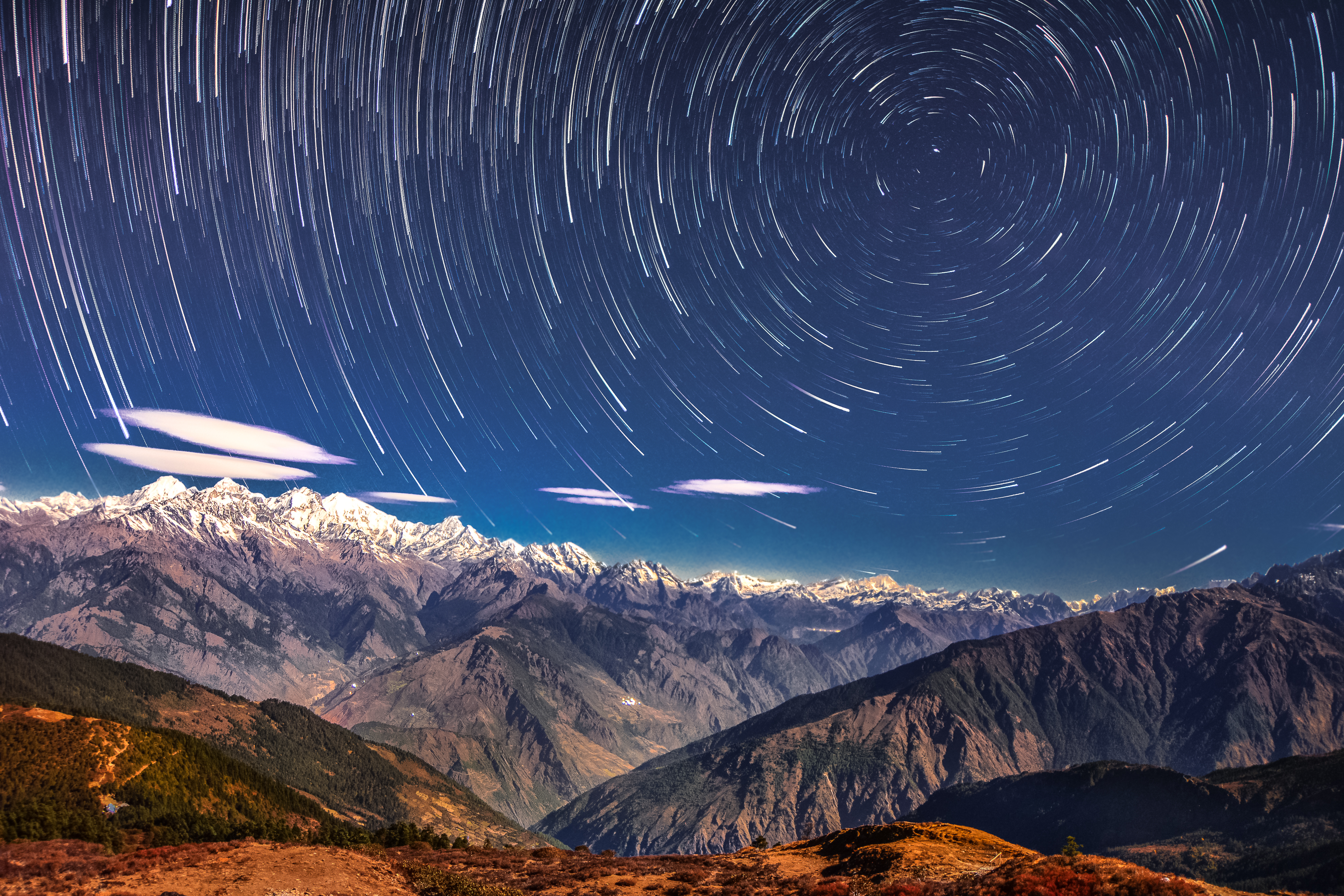
ランタン谷の夜

ランタン谷（ランタンだに）は、ユーラシア大陸中央部のヒマラヤ山脈に存在する、谷の1つである。花の谷とも呼ばれる。

## 概要
ランタン谷は、ネパール中部でチベットとの国境付近のラスワ郡に属している。ネパールの首都カトマンズの北方に位置し、この谷も含めて周辺地域は同国によってランタン国立公園に指定されている。この谷は春はシャクナゲ、夏は高山植物を鑑賞しながらのトレッカーでにぎわっている。ヒマラヤ山脈の高峰に近いので、晴れていれば、例えばランタン国立公園内における最高峰であるランタン・リルンをはじめとしたヒマラヤ山脈の山並みを見ることができる。他にも、ランタン・リルンの斜面を流れているリルン氷河も見ることができる。また仏教寺院のキャンジンゴンパもある。この他、ランタン谷の南部には、ヒンドゥー教の聖地であるゴサイクンダも存在する。

## ネパール地震の影響
ネパール地震 (2015年)では、2015年5月8日現在行方不明者は403名に上っているが、内131名は外国人で、その多くがトレッキング中のランタン谷であった。435人が住んでいたが、大規模な雪崩と地すべりで跡形もなく消え去った。55のゲストハウスと民家が氷河と岩の下敷きになった。残った家は一軒だけであった。

## 写真集

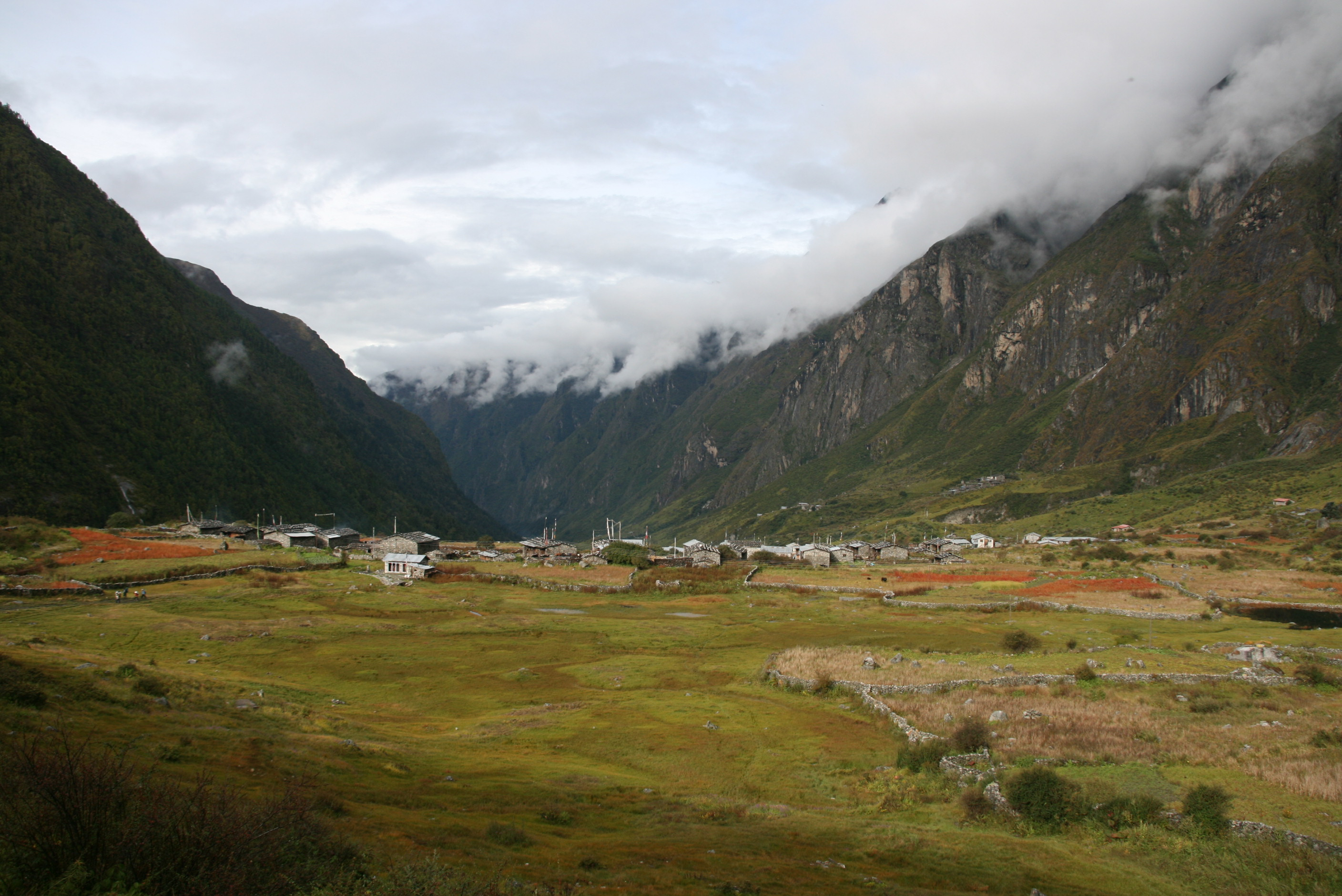
ランタン谷に存在する村。
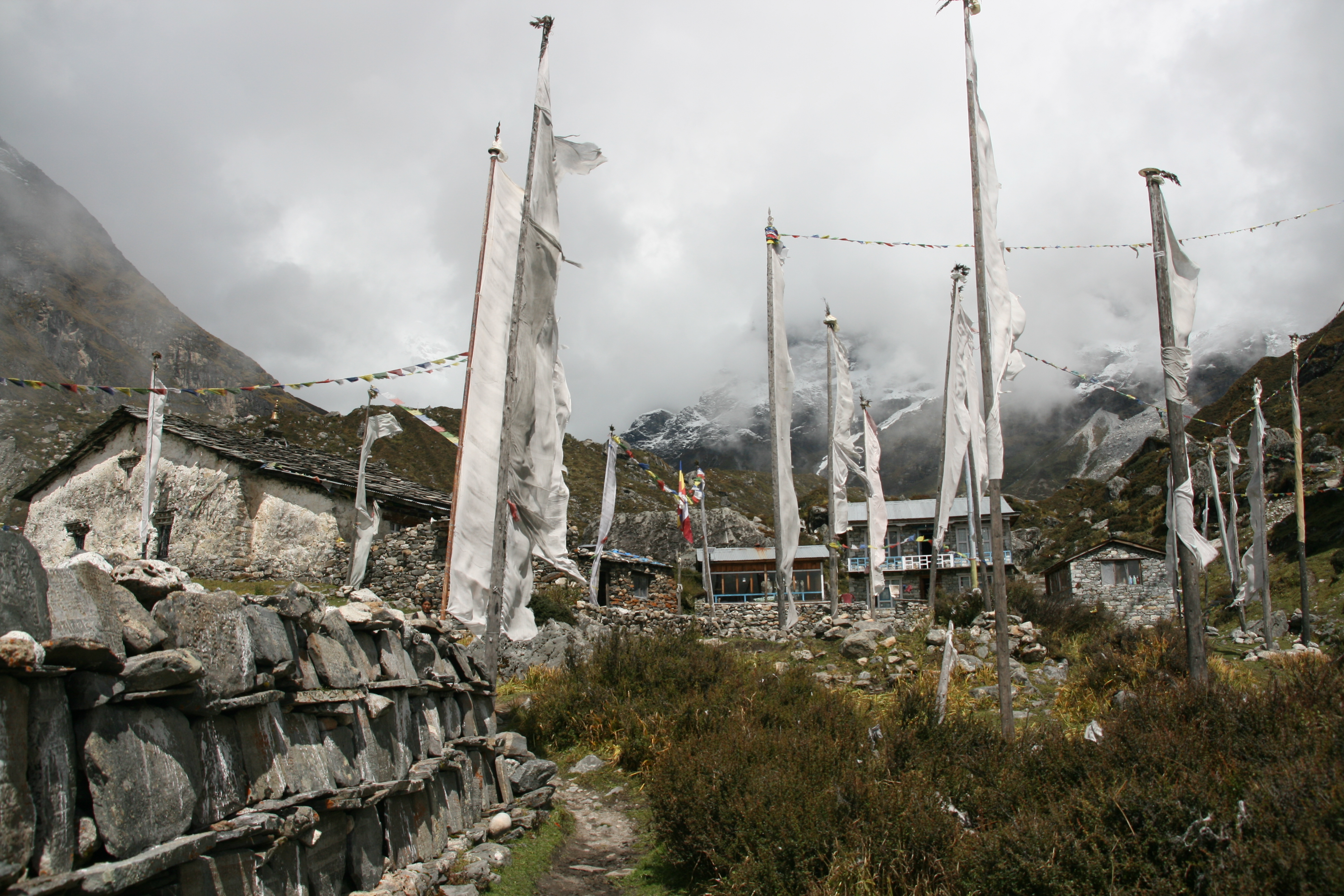
仏教寺院のキャンジンゴンパ。